# Zdzisław Podgórski

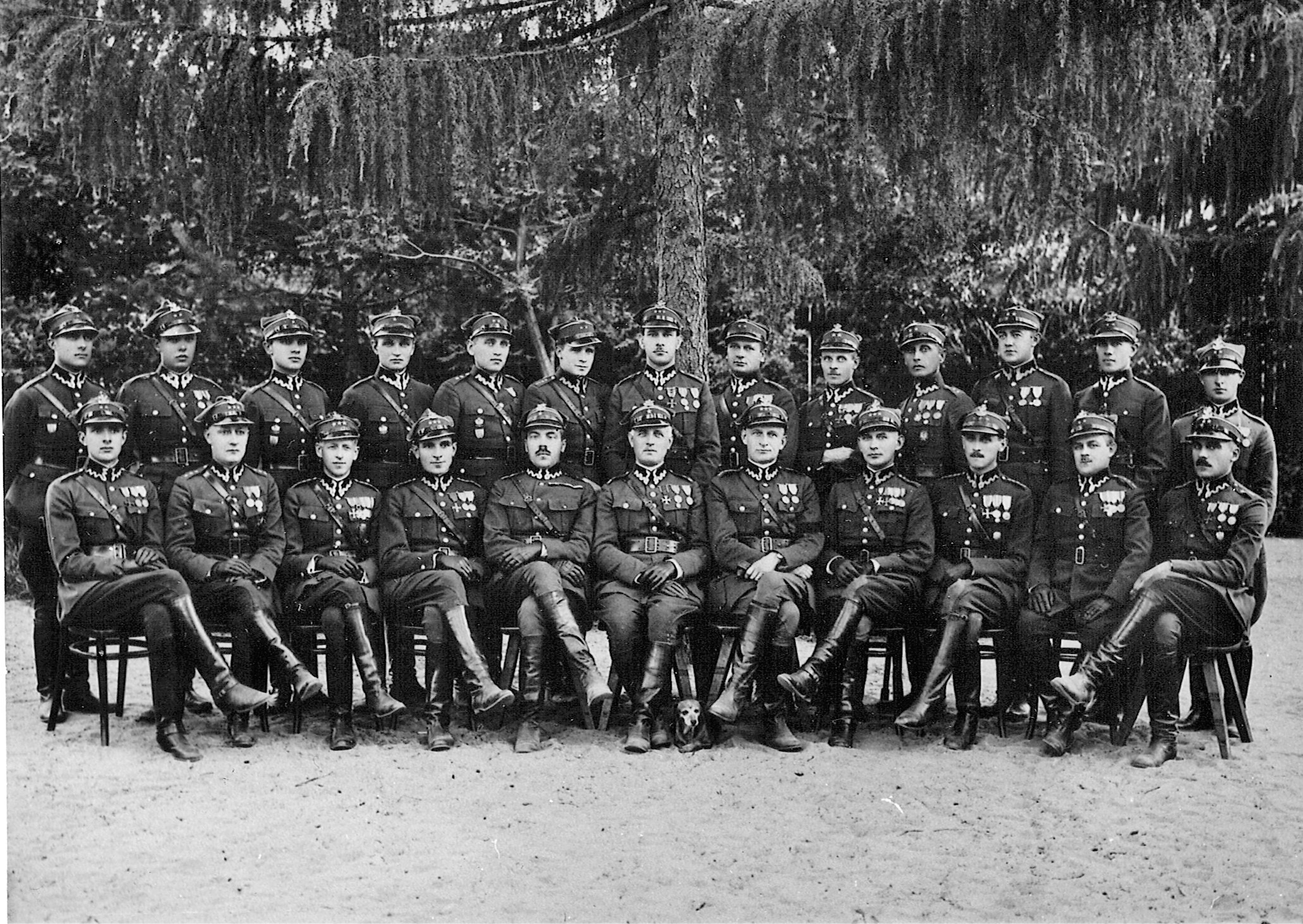
Zdzisław Podgórski (siedzi w środku, z czarnymi wąsami) w otoczeniu oficerów, kadry Batalionu Elektrotechnicznego, sierpień 1929 roku

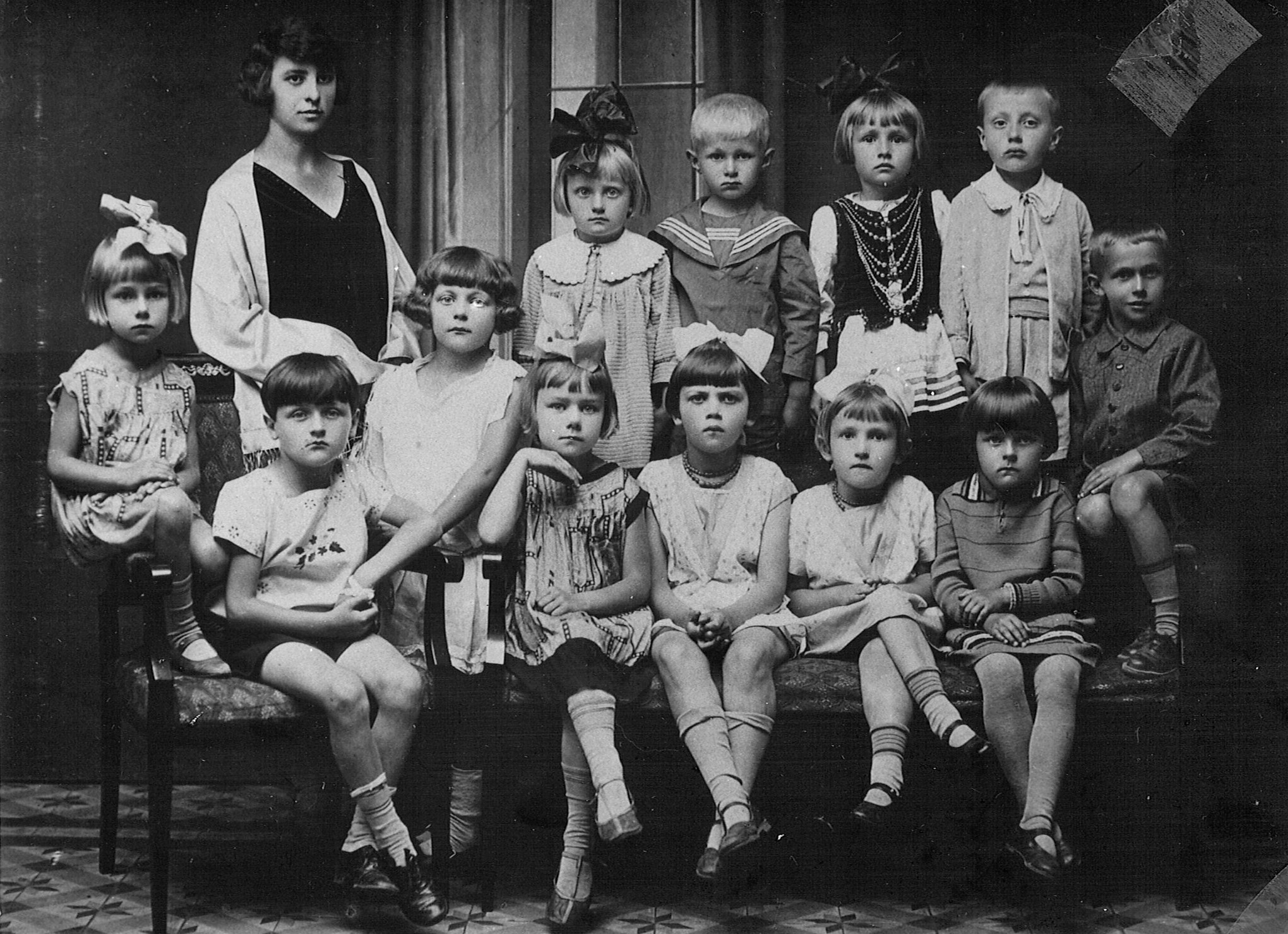
Przedszkole dla dzieci oficerów i podoficerów Batalionu Elektrotechnicznego w 1929 roku. W pierwszym rzędzie siedzą córki p.o. dowódcy batalionu Zdzisława Podgórskiego: trzecia od prawej, Zofia Irena (późniejsza Stolarska) i druga od prawej, Alina Wanda Podgórska

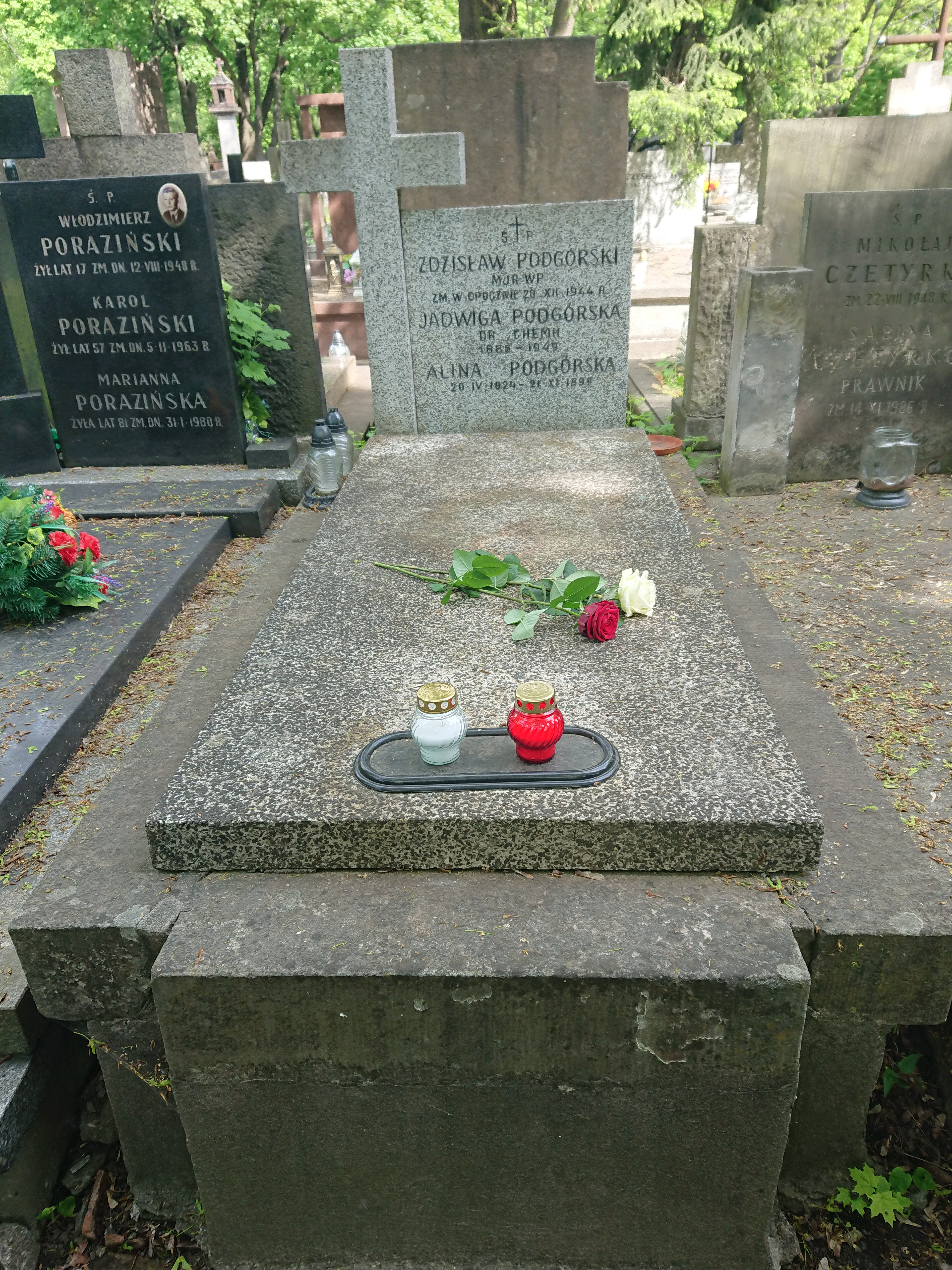
Grób Zdzisława Podgórskiego i jego córki Aliny. W tymże grobie leży również jego siostra Jadwiga Podgórska.

Zdzisław Maksymilian Podgórski (ur. 13 listopada?/25 listopada 1889 w Moskwie, zm. 20 grudnia 1944 w Opocznie) – polski inżynier, oficer zawodowy Wojska Polskiego II Rzeczypospolitej, pełniący obowiązki dowódcy Batalionu Elektrotechnicznego w 1929 roku. 

## Życiorys
Zdzisław Podgórski studiował na wydziale elektrycznym politechniki w Nancy. W 1914 roku został zmobilizowany do armii carskiej i wysłany na front. Dostał się do niewoli niemieckiej, w której przebywał do końca wojny.
W latach 20. i 30. XX wieku (do co najmniej 1932 roku) był oficerem Batalionu Elektrotechnicznego, będąc w latach 1923–1924 p.o. komendanta kadry, w 1928 roku kwatermistrzem, a 1929 roku zastępcą dowódcy batalionu. W sierpniu 1929 roku pełnił obowiązki dowódcy tego batalionu. Z dniem 30 listopada 1935 został przeniesiony w stan spoczynku.

## Awanse
- kapitan – ze starszeństwem z dniem 1 czerwca 1919 roku[4]
- major – ze starszeństwem z dniem 1 stycznia 1928 roku[9]

## Ordery i odznaczenia
- Krzyż Walecznych[5]
- Złoty Krzyż Zasługi (10 listopada 1928)[10][9]
- Medal Niepodległości (29 grudnia 1933)[11]
- Medal Pamiątkowy za Wojnę 1918–1921
- Medal Dziesięciolecia Odzyskanej Niepodległości

## Życie rodzinne
Zdzisław Podgórski był synem Sylwestra Ignacego Podgórskiego (1847–1904), notariusza w Moskwie, i Wandy z domu Turskiej (1859–1911). Miał siedmioro rodzeństwa, byli to:
- Przemysław Podgórski
- Janina, późniejsza Jurkiewicz
- Zbigniew Szczęsny Gracjan Podgórski (1882– po 1935) – sędzia pokoju Sądu Okręgowego w Warszawie
- Jadwiga Podgórska (1885–1948) – dr chemii
- Mieczysław Podgórski (1884–1917) – lekarz[12]
- Witold Klemens Michał Podgórski (1890–1962) – porucznik Wojska Polskiego (II RP)
- Zofia Podgórska (1894–1894).

Zdzisław ożenił się w Moskwie 11 sierpnia 1914 roku z Franciszką Heleną Krotowicz (1889–1972) i miał z nią troje dzieci: Tadeusza Witolda (1920–1993), Zofię Irenę (1922–1982) i Alinę Wandę (1924–1999). Zofia Irena wyszła za Franciszka Stolarskiego (1915–2003), jednego z sześciu synów (siedmiorga dzieci) Błażeja Stolarskiego.
Po powrocie do Polski w 1919 roku Zdzisław początkowo mieszkał z rodziną u swej siostry Jadwigi, przy ul. Stalowej 18. W czasie, gdy służył w Batalionie Elektrotechnicznym, mieszkał z rodziną w Nowym Dworze Mazowieckim, po przejściu na emeryturę przeprowadził się z rodziną do Warszawy, mieszkali do co najmniej 1939 roku przy ul. Krechowieckiej 6.
Zmarł na tyfus 20 grudnia 1944 roku w Opocznie. Został pochowany na cmentarzu Powązkowskim (kwatera 241-4-11).